# Коштумушозеро
Коштумушозеро — пресноводное озеро на территории Юшкозерского сельского поселения Калевальского района Республики Карелии.

## Общие сведения
Площадь озера — 6,4 км², площадь водосборного бассейна — 651 км². Располагается на высоте 114,6 метров над уровнем моря.
Форма озера лопастная: оно разделено полуостровом Пувонниеми на две неравных части. Берега изрезанные, каменисто-песчаные, местами заболоченные.
Через озеро протекает река Кепа, впадающая в озеро Кулянъярви, через которое протекает река Кемь.
В заливе северной части Куштумушозера расположены три безымянных острова различной площади.
С северо-востока озеро огибает автодорога местного значения 86К-3 («Р21 Автомобильная дорога Р-21 „Кола“ — Калевала — Лонка»).
Код объекта в государственном водном реестре — 02020000911102000005940.